# Aroldo Lázaro Sáenz
Aroldo Lázaro Sáenz (Sidi Ifni; 1962) es un oficial de las Fuerzas Armadas Españolas, que, con el rango de teniente general, ocupó el puesto de jefe de Misión y comandante de la Fuerza Provisional de las Naciones Unidas para el Líbano (FINUL) de 2022 a 2025.

## Biografía
Hijo y nieto de militares, Aroldo Lázaro Sáenz nació en 1962 en Sidi Ifni, que en ese momento se encontraba bajo control español como capital de la provincia de Ifni. Tras asistir al colegio, completó su formación como oficial en la Academia General Militar de Zaragoza. También fue egresado de la Academia Central de la Defensa donde completó su formación académica en los campos de la diplomacia, la paz y la seguridad. Durante su carrera militar como oficial del Ejército de Tierra fue oficial de Estado Mayor en un regimiento de la Brigada «Guzmán el Bueno» X en la base Cerro Muriano en la provincia de Córdoba.
Ha servido como oficial en el Cuartel General de las Fuerzas Armadas de la Unión Europea (EUFOR) y en Valencia con el Rapid Deployable Corps Spain (Cuerpo de Despliegue Rápido de España), que forma parte del Cuartel General Supremo de las Potencias Aliadas en Europa (en inglés: Supreme Headquarters Allied Powers Europe, SHAPE). También fue oficial de enlace en Naqoura dentro de la Fuerza Provisional de las Naciones Unidas para el Líbano (FINUL) y jefe de Estado Mayor del Sector Oriental de la fuerza. Además completó tres despliegues en Bosnia y Herzegovina bajo el mando de la Fuerza de Protección de las Naciones Unidas (UNPROFOR), la Fuerza de Estabilización de la OTAN (SFOR) y la Fuerza Operativa Rápida de la Unión Europea.
Lázaro Sáenz, que habla español, inglés, francés e italiano, fue asesor del Ministerio de Defensa en temas intersectoriales de defensa y seguridad, comandante de un regimiento de la  Brigada «Guzmán el Bueno» X, comandante del Sector Este de la FINUL y posteriormente, ya con el rango de general de brigada, fue comandante de la X Brigada «Guzmán el Bueno».
El 4 de febrero de 2022, el secretario general de las Naciones Unidas, António Guterres, le nombró jefe de la misión y comandante de la Fuerza Provisional de las Naciones Unidas para el Líbano (FINUL), en sustitución del general de división italiano Stefano Del Col. En junio de 2025 finalizó su mandato al frente de la FINUL y entregó el mando al general italiano Diodato Abagnara. El 14 de julio, la ministra de Defensa, Margarita Robles, le condecoró con la Gran Cruz del Mérito Militar con distintivo azul por su labor al frente de la misión de la ONU en Líbano.